# Marc Leyder
Marc Leyder is een Vlaams econoom. Hij is de voormalig directeur Fund Administration van Bank Corluy en werkt nu bij Van Lanschot Bankiers als Directeur Beleggingsadvies.
Hij studeerde TEW en is een deskundige wat betreft de Chinese economie. Regelmatig is Leyder te gast in televisieprogramma’s van Kanaal Z om zijn visie op de economische vooruitzichten van de financiële markten toe te lichten.

Aan de Europese Hogeschool Brussel doceert hij ‘Encyclopedie van de internationale kapitaal-en verzekeringsmarkten'.